# 이천경남중학교
이천경남중학교는 대한민국 경기도 이천시 설성면 금당리에 있는 공립 중학교이다.

## 학교 연혁
- 1955년 7월 5일 : 설성중학교 개교
- 1956년 6월 28일 : 초대 이성모 교장 취임
- 1958년 3월 20일 : 설성중학교 제1회 졸업식(25명)
- 1966년 12월 20일 : 경남중학교로 교명 변경
- 2008년 1월 7일 : 이천경남중학교로 교명 변경
- 2024년 1월 10일 : 제67회 졸업식(10명) 누계 5,646명
- 2024년 3월 4일 : 신입생 13명 입학

## 참고 자료
- 이천경남중학교 - 한국교육학술정보원 학교알리미